# 徳島県立図書館
徳島県立図書館（とくしまけんりつとしょかん）は、徳島県徳島市八万町向寺山の徳島県文化の森総合公園にある公立の図書館である。施設識別カラーは「橙色」。かつては徳島中央公園内にあったが、1990年11月3日に現在の場所に移転した。県民1人当たりの貸し出し冊数は、都道府県立の図書館の中で最も多い（2005年度）。

## 概要
- 延床面積 - 8,989.594m2
- 建物 - 鉄骨鉄筋コンクリート3階
- 蔵書収蔵能力 - およそ120万冊

### 施設案内
- 1階 - 書庫
- 2階 - 閲覧室

一般資料コーナー、ブラウジングコーナー、参考資料コーナー、郷土資料コーナー、特別集書コーナー（橋と川）、検索コーナー、対面朗読コーナー
こどもの本のコーナー、児童資料室、おはなしのへや
- 3階 - 集会室
- 屋外 - 知識の森

### 開館時間
- 9:30 - 19:00（火曜日から金曜日まで）

9:30 - 17:00（土曜・日曜・祝(休)日）

### 休館日
- 月曜日、第3木曜日（祝日または振替休日にあたるときは、その翌日）

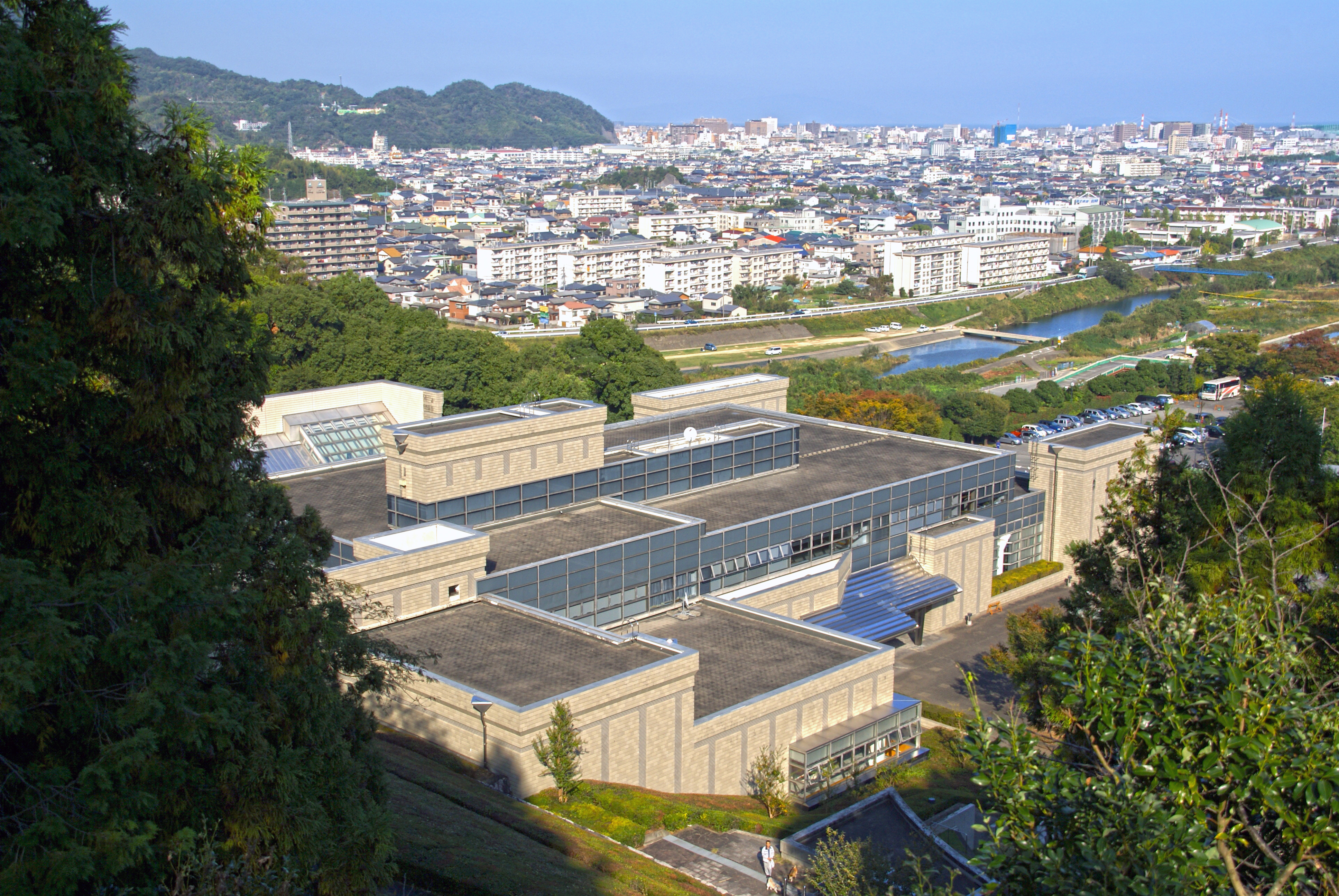
俯瞰
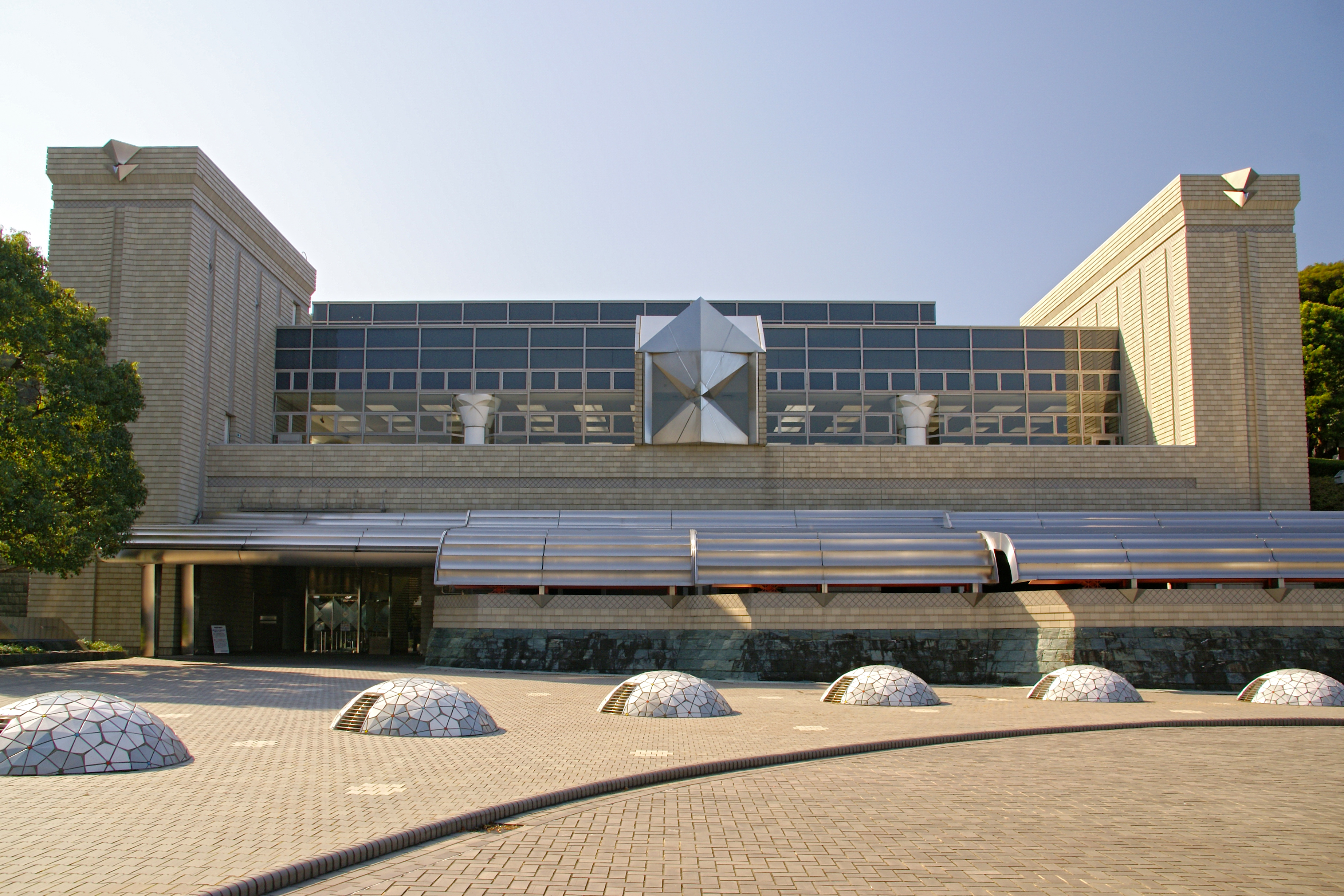
1階入口
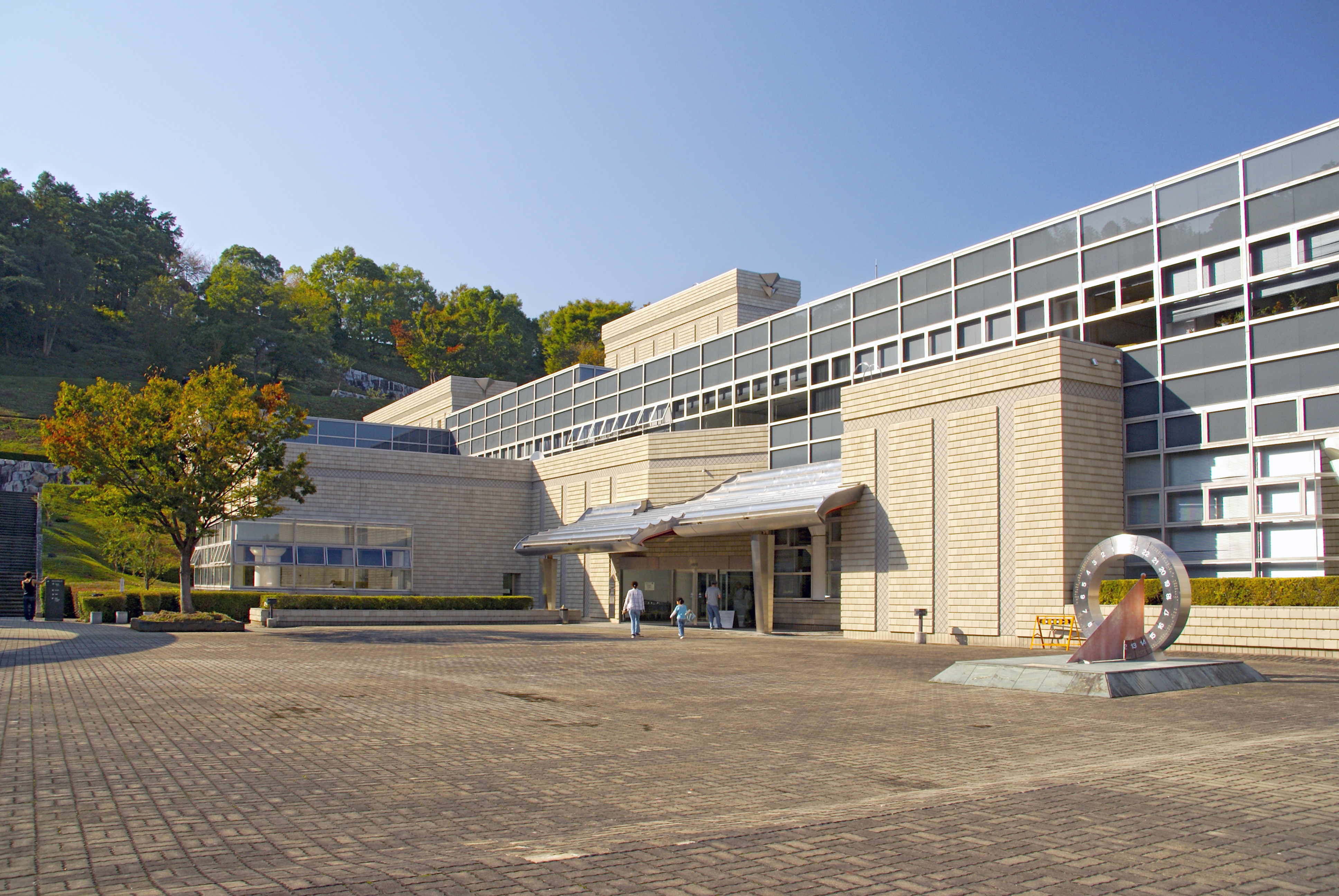
2階入口

- 年末年始（12月29日 - 1月4日）
- 特別整理期間

|                         | 2001年度  | 2002年度  | 2003年度    | 2004年度    | 2005年度    |
| ----------------------- | --------- | --------- | ----------- | ----------- | ----------- |
| 入館者数                | 526,371人 | 595,747人 | 601,757人   | 602,609人   | 613,251人   |
| 貸出冊数 （個人）       | 909,311冊 | 955,215冊 | 968,643冊   | 962,615冊   | 972,403冊   |
| 蔵書冊数 （雑誌を除く） | 957,329冊 | 985,145冊 | 1,017,207冊 | 1,036,724冊 | 1,052,288冊 |

- 俯瞰
- 1階入口
- 2階入口

## 阿波国文庫
阿波国文庫（あわのくにぶんこ）とは、徳島藩藩主であった蜂須賀氏が所蔵していた典籍で、儒学者の柴野栗山が所蔵していた漢籍と、国学者・書誌学者の屋代弘賢が所蔵していた「不忍文庫」の大半を遺贈されたものからなる。その蔵書数は最大で5万冊とも6万冊ともいわれる。
一部は旧藩士の国学者小杉榲邨に譲られたりしている。
『東洲斎写楽は、阿波藩お抱え能役者斎藤十郎兵衛である』という説が有名だが、『蜂須賀家お抱えの狩野派絵師・矢野典博が東洲斎写楽である』という説もある。矢野典博は10代藩主蜂須賀重喜の娘・戴姫、寿代姫の絵の指導をしていた。阿波国文庫印が押された典博の絵が複数残っている。
明治維新後、3万冊余りが徳島師範学校を経て徳島県立光慶図書館（現在の徳島県立図書館）に移管された。大正7年（1918年）3月末の蔵書数は14,336冊。太平洋戦争中の空襲（1945年6月1日-7月24日）によりそのほとんどが焼失した。同所で再建したが、再び焼失した。現在、徳島県立図書館では94点518冊を所蔵している。

## 沿革
- 1916年（大正5年）7月24日 - 徳島県立光慶図書館が創立[5]。
- 1917年（大正6年）6月24日 - 徳島県立光慶図書館が開館。
- 1945年（昭和20年）7月4日 - 戦災により焼失する。
- 1949年（昭和24年）5月3日 - 徳島県憲法記念館として再建。
- 1950年（昭和25年）3月13日 - 火災により焼失する。
- 1953年（昭和28年）11月3日 - 徳島県立図書館（初代）が開館。
- 1990年（平成2年）
  - 4月1日 - 徳島県文化の森総合公園内へ移転のため休館する。
  - 11月3日 - 徳島県立図書館（2代目）が開館。
- 2024年（令和6年）12月12日 - 図書館ホームページリニューアル。
- 2025年（令和7年）
  - 1月23日 - 大規模改修（長寿命化）工事開始。図書館1階エントランスでの部分開館。平日土日祝日17時閉館。
  - 6月8日 - 大規模改修（長寿命化）工事終了。
  - 6月9日 - 通常開館の準備のため休館。
  - 6月24日 - リニューアル開館。

## 立地

### 交通アクセス
- JR徳島駅から「文化の森」行き、またはバイパス経由「市原」行きバスに乗車し約25分、「文化の森」下車。

しらさぎ台、一宮、天の原、佐那河内方面行きバスに乗車し「園瀬橋」下車、徒歩約10分。
- JR徳島駅より牟岐線文化の森駅から徒歩で約35分、または「文化の森駅東」バス停から「市原」行きバスに乗車し「文化の森」下車。
- 図書館のある文化の森総合公園内には駐車場（普通車430台、バス14台）があり、多くの利用者が自動車で来館する。

### 周辺環境
- 園瀬川
- 国道438号
- 徳島南環状道路
- 国道55号徳島南バイパス
- 徳島市八万南小学校